# Johann Christoph Arnold (Verleger)

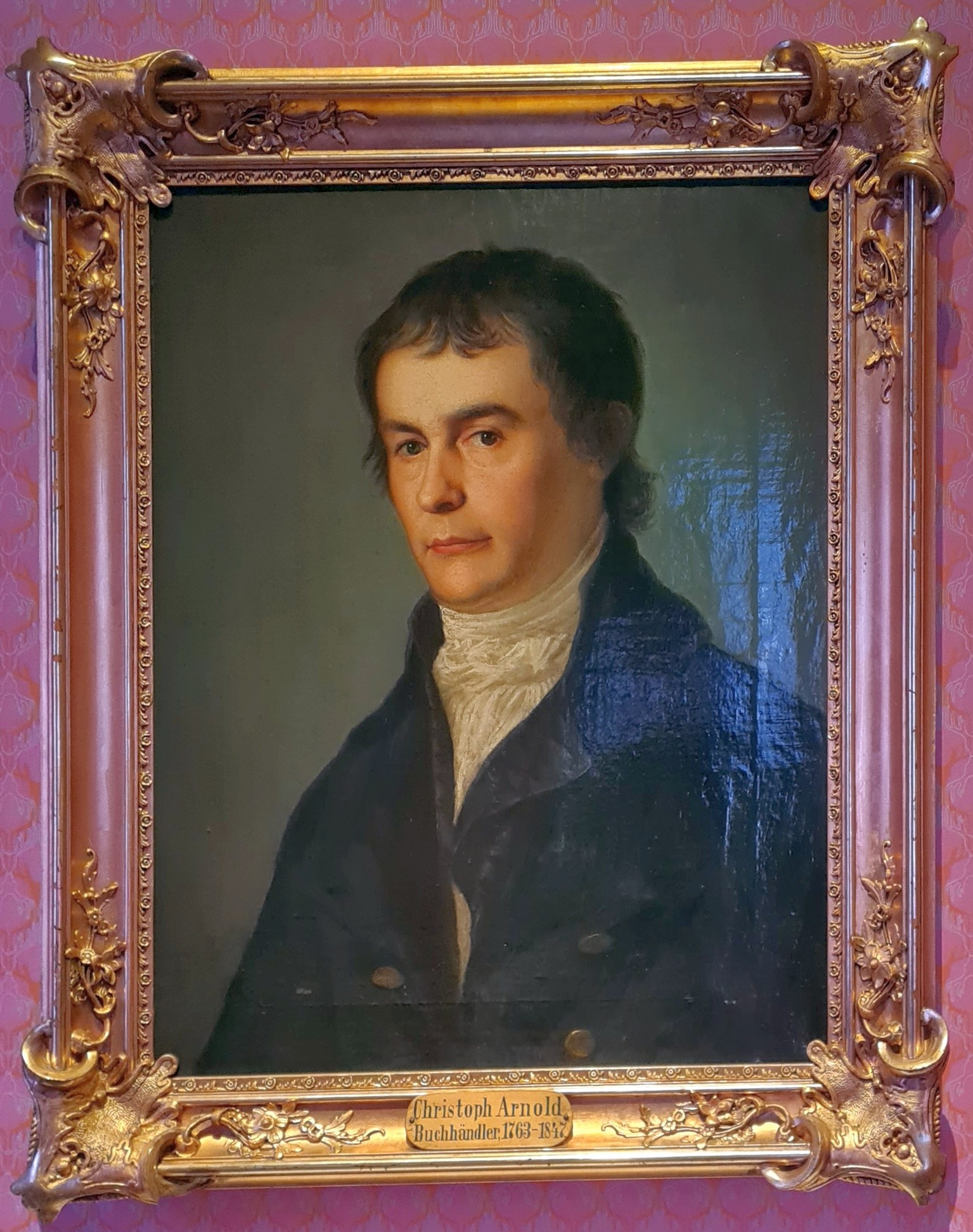
Johann Christoph Arnold (unbekannter Künstler, um 1900)

Johann Christoph Arnold (* 10. März 1763 in Hartmannsdorf, Kurfürstentum Sachsen; † 6. August 1847 in Dresden, Königreich Sachsen) war ein sächsischer Verleger, Buchhändler und Kommunalpolitiker.

## Leben und Wirken

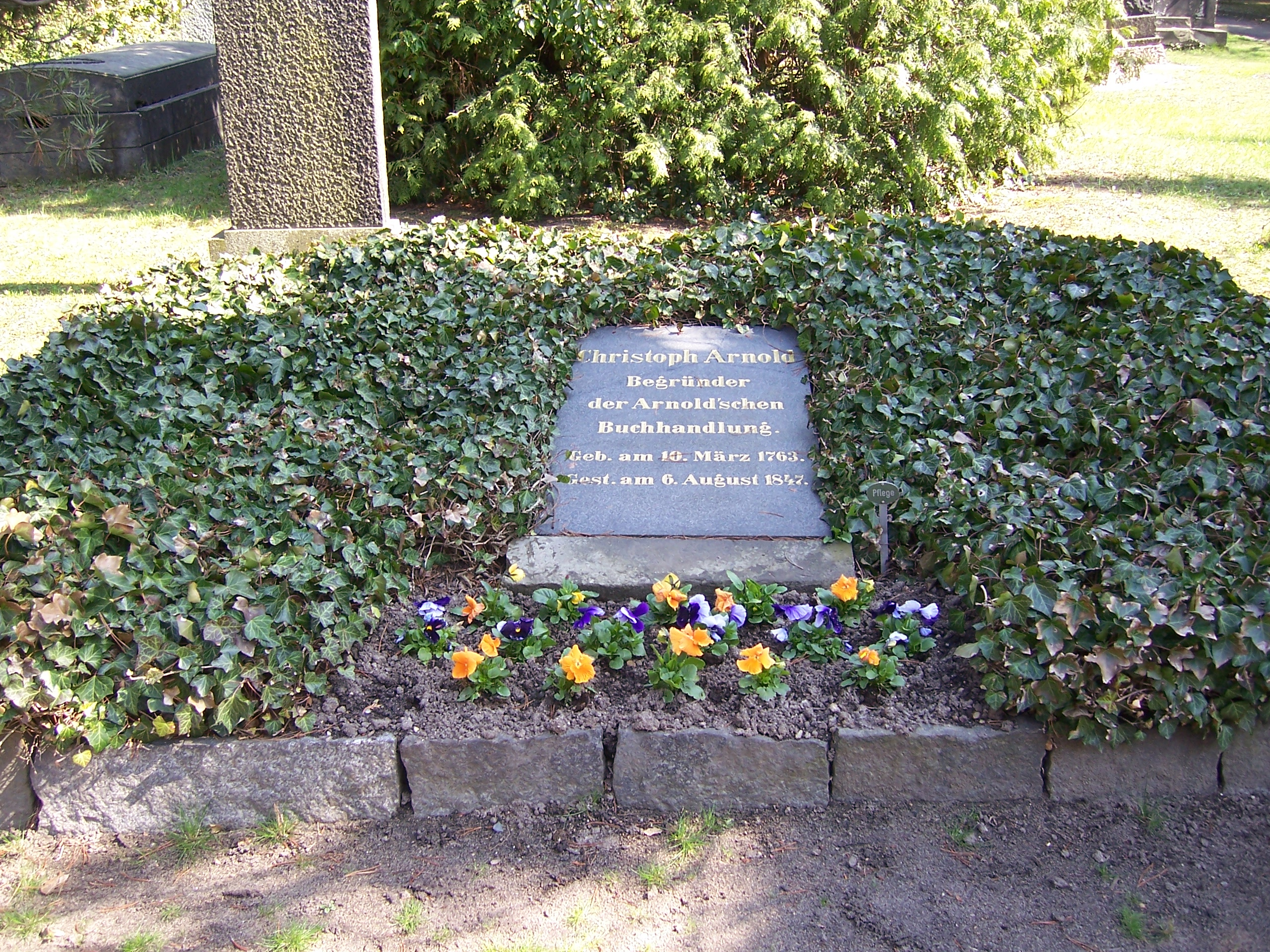
Grabstätte von Arnold auf dem Trinitatisfriedhof in Dresden

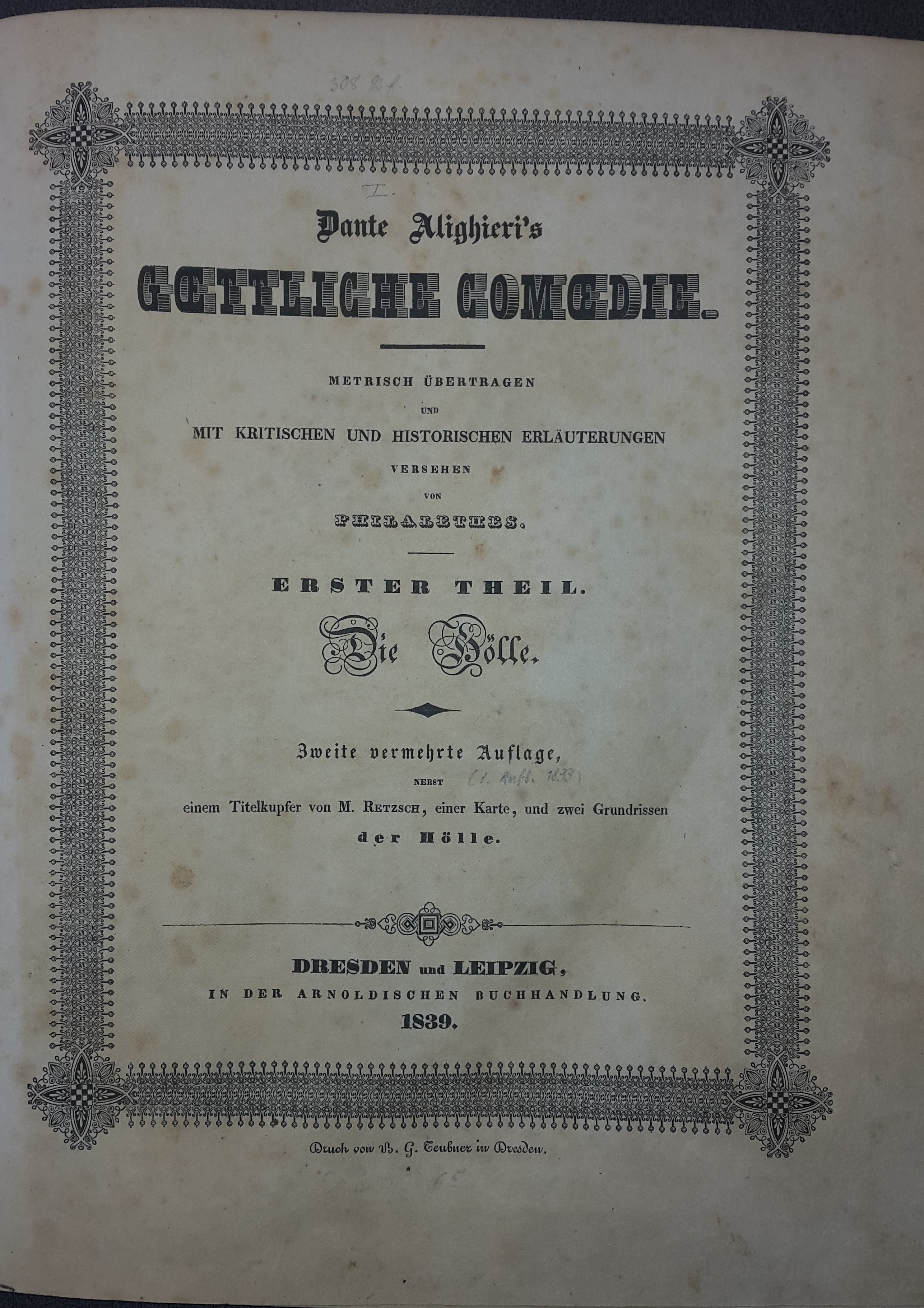
in der Arnoldischen Buchhandlung (1839)

Johann Christoph Arnold war Sohn eines verarmten Bauern und einer Pfarrerstochter. Er besuchte die Dorfschule in seinem Heimatort, bevor er zur weiteren Ausbildung an das Gymnasium in Freiberg wechselte. Daran schloss sich ein Studium an der Bergakademie Freiberg an, welches er nach einem Jahr aufgrund Geldmangels abbrechen musste. Bereits während des Studiums war Arnold nebenbei als Schreiber im Floßamt beschäftigt. 
Nach Aufgabe des Studiums folgte eine Anstellung bei der Freiberger Buchhandlung Craz, für die er ab 1785 die Führung der Filiale in Schneeberg übernahm. Hier folgte 1790 mit der Gründung einer Sortimentsbuchhandlung mit Antiquariat und Verlag der Schritt in die Selbständigkeit.
1792 veröffentlichte der Arnoldsche Verlag sein erstes Buch. 1793/1795 verlegte Arnold die Erzgebirgischen Blätter, die sich schwerpunktmäßig auf Beiträge zum Gewerbe- und Fabrikwesen konzentrierten. Hierin spiegelte sich auch die naturwissenschaftlich-technisch geprägte Ausbildung Arnolds wider.
1795 eröffnete Arnold in Dresden eine Leihbibliothek, in der er später auch Bücher verkaufte. Auf Druck der privilegierten Dresdner Buchhändler musste der Buchverkauf jedoch wieder eingestellt werden. Arnold eröffnete daraufhin 1798 eine neue Buchhandlung in Pirna und verlegte auch den Stammsitz seines Verlages von Schneeberg in die Stadt an der Elbe. Die Leihbibliothek blieb am Dresdner Standort bestehen und wurde zu einem Literarischen Museum erweitert. 1803 wurde Arnold als privilegierter Buchhändler in Dresden anerkannt.
In der Hoffnung, das politische Interesse des Dresdner Bürgertums zu wecken, gründete Arnold 1801 ein Lesemuseum, ein Jahr später folgte ein Journallesezirkel. Das Lesemuseum verfügte über eine Bibliothek mit etwa 20.000 Bänden und ein Lesezimmer mit etwa 100 auch englisch- und französischsprachigen Zeitungen und Zeitschriften. Mangels Rentabilität wurde das Museum 1805 wieder geschlossen. Eine Wiederbelebung erfolgte in den Jahren 1825 bis 1834.
Geschäftlich erfolgreich entwickelte sich der Arnoldische Verlag (auch als Arnoldische Verlagsbuchhandlung bezeichnet), der vor allem Ratgeber, Ökonomieschriften und Unterhaltungsliteratur veröffentlichte. Arnold verlegte unter anderem Werke von Samuel Hahnemann, Victor Hugo, Heinrich von Kleist, Walter Scott, Ludwig Tieck und Carl Maria von Weber. Sein Verlag veröffentlichte zudem Zeichnungen von Carl August Richter und dessen Sohn Ludwig Richter. 1823/1826 finanzierte Arnold einen Studienaufenthalt von Ludwig Richter in Italien. 1825 eröffnete der Verlag eine Filiale in Leipzig. Mit den Verlagseinnahmen wurde Arnold einer der wohlhabendsten Dresdner Bürger.
Gleichzeitig sah er sich aber auch als kritisches Sprachrohr des oppositionellen Bürgertums seiner Zeit. Zwischen 1802 und 1806 sowie nochmals zwischen 1827 und 1836 gab Arnold den Dresdner Anzeiger heraus. Die Zeitung enthielt neben Reiseberichten und unterhaltenden Texten auch kritische Berichte über Missstände im damaligen Königreich Sachsen. Als es 1830 infolge der französischen Julirevolution auch in Dresden zu Unruhen kam, wurde Arnold zu einem der sieben Kommunrepräsentanten („Vertreter zur Wahrung der Gerechtsame der Bürger und Einwohner“) gewählt. In dieser Funktion setzte er sich für eine zeitgemäße Verfassung ein. Die Verabschiedung der ersten Sächsischen Verfassung von 1831 markierte den Übergang Sachsens zum modernen Verfassungs- und Rechtsstaat. Zwischen 1839 und 1842 wirkte Arnold als Mitglied des Stadtverordneten-Kollegiums von Dresden.
Arnold war mit Auguste Gottwerthe, geb. Ehrlich, verwitwete Winckler verheiratet. Aus der Ehe ging ein Sohn (Julius, 1794–1817) hervor. Johann Christoph Arnold starb 1847 in Dresden. Seine Beisetzung erfolgte auf dem Trinitatisfriedhof.

## Verdienste
In seiner Funktion als Verleger und Buchhändler gab Arnold dem oppositionellen Bürgertum eine publizistische Plattform. Mit der Gründung des Lesemuseums und des Journallesezirkels war Arnold ein Pionier bei der Verbreitung zeitgemäßer Bildung. Er gehörte zu den „…geistig regen, aktuellen gesellschaftlichen Fragen aufgeschlossenen Kräften, die sich um die Bildung ebenso wie um die Verständigung über Interessenlage und gesellschaftlicher Perspektive bürgerlicher und bourgeoiser Klassenelemente verdient gemacht haben.“
In Dresden-Johannstadt wurde eine Straße nach ihm benannt (Arnoldstraße).

## Werke
- Das neue Dresden. Ideen zur Verschönerung dieser Stadt. Dresden 1809.